# 12 Pułk Strzelców Konnych (Cesarstwo Niemieckie)

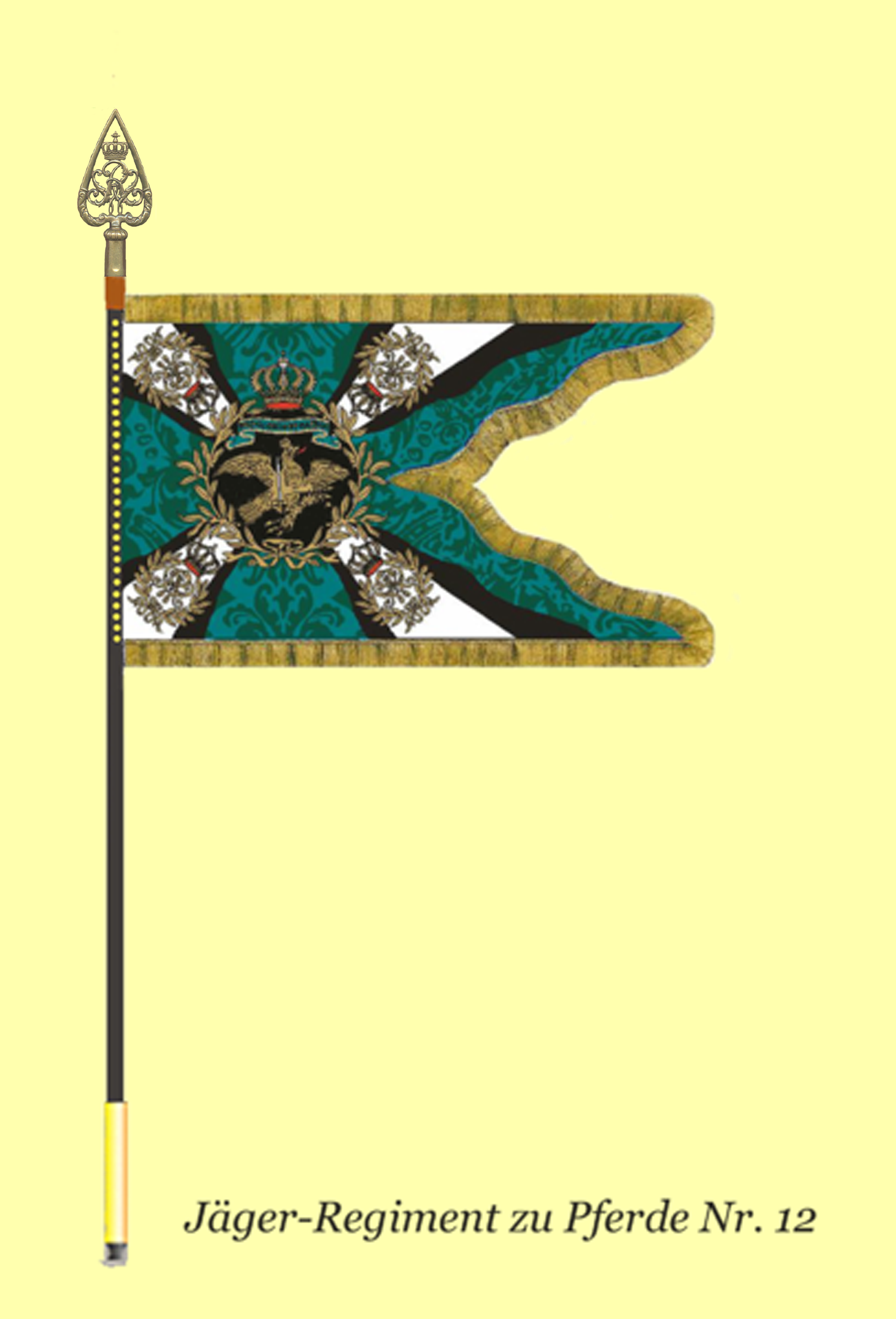
Sztandar pułku

12 pułk strzelców konnych (niem. Jäger-Regiment zu Pferde Nr. 2) – pułk kawalerii niemieckiej okresu Cesarstwa Niemieckiego.

## Bibliografia

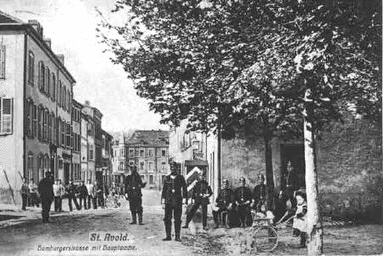
Saint-Avold

## Charakterystyka
Sformowany 1 października 1913. 
Stałym garnizonem tej jednostki była lotaryńska miejscowość Saint-Avold. Oddział wchodził w skład XVI Korpusu Armijnego .

 Wiosną 1914 był w strukturze 34 Brygady Kawalerii z  34 Dywizji Piechoty.
W wyniku mobilizacji, w sierpniu 1914 pułk osiągnął gotowość bojową i w składzie 33 Dywizji Piechoty z XVI Korpusu Armijnego został wysłany na front zachodni.

## Podporządkowanie
- XVI Korpus – Metz
  - 34 Dywizja Piechoty (34. Infanteriedivision) – Metz
    - 34 Brygada Kawalerii (34. Kavalleriebrigade) – Saint-Avold
      - 12 pułk strzelców konnych – Saint-Avold